# Festival du film coréen à Paris 2019
Le Festival du film coréen à Paris 2019, 14e édition du festival, se déroule du 29 octobre au 5 novembre 2019.

## Déroulement et faits marquants
A l'issue de cette 14e édition du festival à laquelle ont participé plus de 14.000 spectateurs, le prix du Public est remis à Mal-Mo-E: The Secret Mission (말모이) de Eom Yu-na. 

## Sélection

### Ouverture
- Exit de Lee Sang-geun

### Clôture
- The House of Us de Yoon Ga-eun

### Événements
- Extreme Job de Lee Byeong-heon
- Swing Kids de Kang Hyeong-cheol
- The Divine Fury de Jason Kim

### Paysages
- A Boy and Sungreen (보희와 녹양) de Ahn Ju-young
- Another Child (미성년) de Kim Yoon-seok
- Army (군대) de Kelvin Kyungkun Park
- Between the Seasons (계절과 계절 사이) de Kim Jun-sik
- Birthday (생일) de Lee Jong-un
- Default (국가부도의 날) de Choi Kook-hee
- House of Hummingbird (벌새) de Kim Bora
- Kim-Gun (김군) de Kang Sang-woo
- Last Scene (라스트 씬) de Park Bae-il
- Mal-Mo-E: The Secret Mission (말모이) de Eom Yu-na
- Ode to the Goose (미성년) de Zhang Lu
- Our Body (아워바디) de Han Ka-ram
- Second Life (선희와 슬기) de Park Young-ju

### Portait -Jeong Seung-o
- Move the Grave
- Long-running (court métrage)
- Kidults (court métrage)
- Birds fly back to the nest (court métrage)
- Dreaming Child (court métrage)
- My Sweet Home (court métrage)

### Focus
- The Quiet Family de Kim Jee-woon
- Le Bon, la Brute et le Cinglé de Kim Jee-woon
- The Age of Shadows de Kim Jee-woon

### Classiques
- Sweet Dream (미몽) de Yang Ju-nam (1936)
- Aimless Bullet (오발탄) de Yoo Hyun-mok (1961)
- Shoot The Sun By Lyric (노래로 태양을 쏘다) de Cho Jae-hong (1999)
- Barking Dog (플란다스의 개) de Bong Joon-ho (2000)
- Gravity of the Tea (녹차의 중력) de Jung Sung-il (2017)

### Avant-première
- Nous, les chiens (언더독) de Oh Sung-yoon et Lee Chun-baek

## Palmarès
- Prix du Public : Mal-Mo-E: The Secret Mission de Eom Yu-na